# Station Cesson
Station Cesson is een spoorwegstation aan de spoorlijn Paris-Lyon - Marseille-Saint-Charles. Het ligt in de Franse gemeente Cesson in het departement Seine-et-Marne (Île-de-France).

## Geschiedenis
Het station is in 1855 geopend.

## Ligging
Het station ligt op kilometerpunt 37,692 van de spoorlijn Paris-Lyon - Marseille-Saint-Charles.

## Diensten
Het station wordt aangedaan door verschillende treinen van de RER D:
- Tussen Creil/Orry-la-Ville - Coye en Melun
- Tussen Paris Gare de Lyon en Melun

## Vorige en volgende stations
| Richting                         | Vorig station             | Lijn  | Volgend station | Richting |
| -------------------------------- | ------------------------- | ----- | --------------- | -------- |
| Creil D3 Orry-la-Ville - Coye D1 | Savigny-le-Temple - Nandy | RER D | Le Mée          | Melun D2 |
| Paris Gare de Lyon               | Savigny-le-Temple - Nandy | RER D | Le Mée          | Melun D2 |